# Pieni Savijärvi
Pieni Savijärvi är en sjö i kommunen Lieksa i landskapet Norra Karelen i Finland. Sjön ligger 156,6 meter över havet. Den är 31 meter djup. Arean är 78 hektar och strandlinjen är 5,88 kilometer lång. Sjön  ingår i Vuoksens huvudavrinningsområde.   Den ligger omkring 110 kilometer norr om Joensuu och omkring 460 kilometer nordöst om Helsingfors. 